# Savonlinna
Savonlinna (littéralement : « Château de la Savonie » ; en suédois : Nyslott) est une municipalité de Finlande d'environ 36 000 habitants.
Elle est située dans la région de Savonie du Sud, au cœur du système du lac Saimaa.

## Histoire
Le château de Saint Olaf est construit par Erik Axelsson Tott en 1475 afin de protéger la région de Savonie et de contrôler la frontière instable entre le royaume de Suède et son adversaire, la Russie.
Olavinlinna (littéralement, la forteresse d'Olaf) est l'un des trois châteaux en pierre encore debout dans la Finlande d'aujourd'hui.
La ville est ensuite fondée par Per Brahe en 1639 autour du château.
Elle végète et est régulièrement détruite lors des guerres, comme lors de la guerre russo-suédoise de 1741-1743 lors de laquelle l'armée russe conduite par Peter Lacy prend finalement la place forte.
La ville manque largement la révolution industrielle et connaît son plus fort développement au XXe siècle en tant que centre commercial et administratif.
Elle est lourdement bombardée pendant la guerre d'Hiver, la cathédrale étant totalement détruite en janvier 1940.
On lui rattache la quasi-totalité de la municipalité de Sääminki en 1973, elle passe alors de 15,1 km2 et 18 000 habitants à sa superficie actuelle de 1 973 km2 et à 28 500 habitants.
Au 1er janvier 2009, la commune de Savonranta a fusionné avec la ville de Savonlinna.
Au 1er janvier 2013, les communes de Kerimäki et Punkaharju ont fusionné avec la ville de Savonlinna.

## Géographie
La ville est probablement celle qui incarne le mieux la région des lacs.
L'eau est partout, les lacs Haukivesi (au nord) et Pihlajavesi (au sud) encerclant véritablement la ville.
L'eau couvre un peu plus de 40 % de la superficie de la municipalité.
Les îles les plus sauvages font partie du parc national de Linnansaari.
La forêt est également omniprésente, ne laissant qu'une place marginale aux espaces cultivés.
Les parcs aménagés par la ville de Savonlinna sont principalement situés dans le centre-ville. Les parcs du centre-ville sont, entre-autres, Tallisaari devant Olavinlinna, le parc Joel Lehtonen en bordure de la rue Puistokatu et Kirkkopuisto devant la cathédrale de Savonlinna.
La ville compte environ 3 200 maisons de vacances réparties sur tout son territoire.
Les municipalités voisines sont Enonkoski au nord-est, Kerimäki à l'est, Punkaharju au sud-est, Sulkava au sud-ouest, Rantasalmi au nord-ouest et enfin Varkaus au nord (Savonie du Nord).

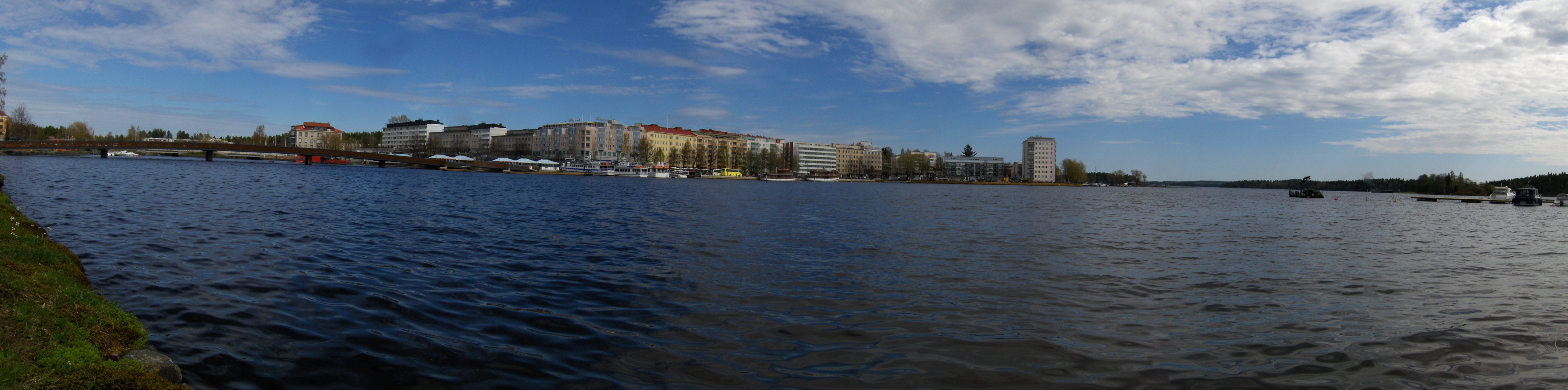
Vue panoramique de Savonlinna.

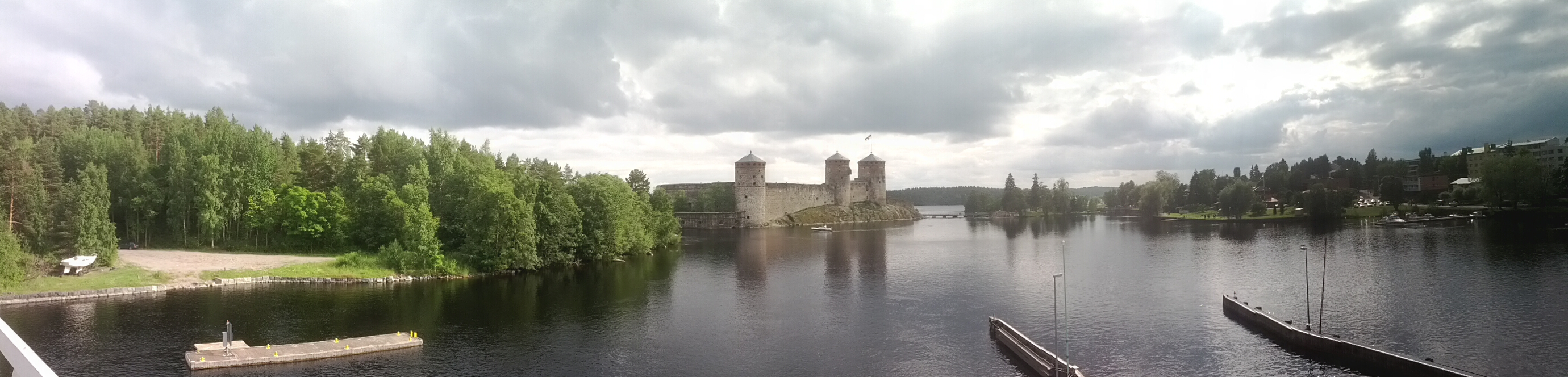
Olavinlinna vu du pont ferroviaire.

## Démographie
La population de Savonlinna depuis les années 1980 est la suivante, :
| Année      | 1980   | 1985   | 1990   | 1995   | 2000   | 2005   |
| ---------- | ------ | ------ | ------ | ------ | ------ | ------ |
| population | 41 053 | 41 053 | 41 359 | 41 426 | 39 575 | 38 451 |

| Année      | 2010   | 2015   | 2020   |
| ---------- | ------ | ------ | ------ |
| population | 37 059 | 35 917 | 32 913 |

## Administration

### Subdivisions administratives
Les agglomérations, quartiers et villages de Savonlinna sont.
| Agglomérations     | Kerimäki, Punkaharju, Savonranta | Kerimäki, Punkaharju, Savonranta |
| Quartiers centraux | Districts                        | Quartiers |
| Quartiers centraux | Keskusta                         | - Heikinpohja - Hernemäki - Jukolansalo - Kasinonsaaret - Savonniemi - Sortteerinlahti - Talvisalo |
| Quartiers centraux | Itä                              | - Alttarkivi - Haka-alue - Inkerinkylä - Kyrönniemi - Mertala - Miekkoniemi - Nojanmaa] - Nojanmaanlahti - Nätki - Pääskylahti - Pääskylä - Viuhonmäki |
| Quartiers centraux | Länsi                            | - Aholahti - Ensola - Kellarpelto - Laitaatsilta - Pihlajaniemi - Pitkäniemi - Pöllänlahti - Rantakoivikko - Ritala |
| Villages           | Paroisses                        | Villages |
| Villages           | Ancien Sääminki                  | - Ahvensalmi - Ahvionsaari - Haapalahti - Hannolanpelto - Haukiniemi - Ikoinniemi - Juvola - Kaartilanranta - Kallislahti - Kesamonsaari - Kiilanmäki - Kiviapaja - Kokonsaari - Kommerniemi - Kosola - Laukansaari - Liistonsaari - Loikansaari - Mikkolanniemi - Moinsalmi - Niittylahti - Oravi - Otavaniemi - Pellossalo - Pesolansaari - Pietolansaari - Pihlajalahti - Pirhiänniemi - Ritosaari - Tolvanniemi - Tuohisaari - Tynkkylänjoki - Varparanta |
| Villages           | Kerimäki                         | - Alakuona - Anttola - Uusi-Haapalahti - Haapaniemi - Hevossalo - Hälvä - Karvila - Kattilamäki - Kerimäki - Kerimäen Pihlajaniemi - Kumpuranta - Kuokkala - Laakkola - Luotojärvi - Lötjölä - Louhi - Makkola - Moinniemi - Paakkunala - Paasniemi - Uus-Pihlajaniemi - Pitkälä - Raikuu - Rauvanniemi - Riikola - Ruokojärvi - Ruokolahti - Ruokoniemi - Silvola - Simpala - Toroppala - Yläkuona                                                           |
| Villages           | Punkaharju                       | - Enanniemi - Hiukkajoki - Kulennoinen - Lahdenkylä - Liittolahti - Piojärvi - Punkaharjun Laukansaari - Punkasalmi - Putikko - Raatikko - Ruhvana - Saukonsaari - Sorvasranta - Susiniemi - Särkilahti - Turtianniemi - Tuunaansaari - Utrasniemi - Vaahersalo - Vaara - Vuoriniemi |
| Villages           | Savonranta                       | - Hanhijärvi - Hankavaara - Lapinlahti - Säimen - Leivola - Oriniemi - Pirttimäki - Rönkönvaara - Vuokala |

### Conseil municipal
Les 43 sièges du conseill municipal de Savonlinna sont répartis comme suit:
| Parti     | Parti                              | Sièges 2021–2025 |
| --------- | ---------------------------------- | ---------------- |
|           | Parti social-démocrate de Finlande | 11               |
|           | Vrais Finlandais                   | 5                |
|           | Parti de la Coalition nationale    | 5                |
|           | Alliance de gauche                 | 2                |
|           | Ligue verte                        | 1                |
|           | Chrétiens-démocrates               | 2                |
|           | Parti du centre                    | 11               |
|           | Mouvement maintenant               | 6                |
| Sources : |                                    |                  |

### Principales entreprises
En 2021, les principales entreprises de Savonlinna par chiffre d'affaires sont :
| Société                     | C.A.  |
| --------------------------- | ----- |
| Andritz Savonlinna Works Oy | 77 M€ |
| Norelco Oy                  | 26 M€ |
| Aquaflow Oy                 | 20 M€ |
| K-Citymarket Savonlinna     | 18 M€ |
| Uittokalusto Oy             | 16 M€ |
| Fristads Finland Oy         | 13 M€ |
| Blue Lake Communications Oy | 11 M€ |
| Industria Center Oy         | 10 M€ |
| Forest Saimaa Oy            | 10 M€ |
| Savonlinnan Vuokratalot Oy  | 10 M€ |

### Employeurs
En 2021, les plus importants employeurs privés de Savonlinna sont:
| Employeur                       | Employés |
| ------------------------------- | -------- |
| Andritz Savonlinna Works Oy     | 167      |
| Kruunupuisto Oy                 | 101      |
| iltakoti Oy                     | 69       |
| Blue Lake Communications Oy     | 64       |
| Savotek Oy                      | 63       |
| Fristads Finland Oy             | 60       |
| Joros Oy                        | 56       |
| Attendo Savon Koti Oy           | 45       |
| Savonlinnan Saneerauspalvelu Oy | 44       |
| Aquaflow Oy                     | 43       |

## Transports

### Aérien
Le petit aéroport de Savonlinna voit périodiquement l'ouverture et la fermeture de liaisons vers Helsinki.
Actuellement, l'Aéroport Helsinki-Vantaa est desservi deux fois par jour par Finncomm Airlines.

### Ferroviaire
Savonlinna est sur la voie ferrée Huutokoski–Parikkala qui dessert la gare de Savonlinna qui est au centre-ville en bordure de la place du marché et la gare de Pääskylahti (fi) qui est à 2 km à l'est du centre-ville.
Des autobus sur rails permettent de rejoindre la gare de Parikkala et les grandes lignes, mettant Helsinki à environ 4 h 15.
Des transferts en bus vers Pieksämäki sont également organisés par VR.

### Aquatique
Durant la saison estivale le Port de Savonlinna est très animé par les croisières sur le Saimaa.
Parmi les bateaux qui ont Savonlinna pour port d’attache citons:
| - S/S Heinävesi (fi) - S/S Leppävirta (fi) - S/S Paul Wahl (fi) - S/S Punkaharju (fi) - M/S Puijo | - S/S Savonlinna (fi) - S/S Suur-Saimaa (fi) - M/S Lakestar - M/S Lakeseal | - M/S Ieva - M/S Elviira - M/S Quavadis - M/S Velmeri | - M/S Koli III (fi) - S/S Salama (fi) - S/S Ahkera (fi) - S/S Mikko (fi) |

Savonlinna est desservi par les canaux suivants:
| - Canal de Haponlahti (fi) - Canal d'Oravi (fi) | - Canal de Vihtakanta (fi) - Canal de Raikuu |

Le M/S Brahe fait la navette entre Savonlinna et le golfe de Finlande par le Canal de Saimaa.

### Routier
La rue principale de Savonlinna est Olavinkatu, en bordure de laquelle se trouvent la plupart des commerces et services de la ville.
La rocade de Savonlinna, qui fait partie de la nationale 14 (Juva-Parikkala), contourne les quartiers du centre-ville, Talvisalo et Jukolansalo.
Savonlinna est aussi traversée par les  routes régionales 468, 479 et 435.
Sa distance aux principales villes :
| - Enonkoski 32 km - Heinävesi 86 km - Helsinki 332 km - Hämeenlinna 305 km - Imatra 118 km - Joensuu 133 km - Juva 60 km - Joroinen 75 km - Jyväskylä 205 km - Kajaani 329 km | - Kitee 85 km - Kokkola 433 km - Kotka 265 km - Kouvola 209 km - Kuopio 159 km - Lahti 232 km - Lappeenranta 154 km - Mikkeli 104 km - Oulu 444 km | - Pieksämäki 117 km - Saint-Pétersbourg 338 km - Pori 471 km - Porvoo 295 km - Puumala 76 km - Rantasalmi 42 km - Rauma 490 km - Rovaniemi 664 km - Ruokolahti 102 km - Salo 416 km | - Seinäjoki 402 km - Sulkava 38 km - Tampere 359 km - Tornio 574 km - Turku 446 km - Utsjoki 1116 km - Vaasa 488 km - Varkaus 85 km - Viipuri 173 km - Parikkala 60 km |

## Culture

### Lieux et monuments
| Carte de lieux et monuments de Savonlinna                                              |
| Carte interactive de lieux et monuments de Savonlinna (cliquer pour voir les détails). |

- Punkaharju
- Olavinlinna
- Rauhalinna
- Musée provincial de Savonlinna
- Cathédrale de Savonlinna
- Petite église de Savonlinna
- Église de Kerimäki
- Église de Savonranta
- Punkaharju
- Haislahti
- Musée Lusto
- Port de Savonlinna
- Place du marché
- Parc Kesämaa (fi)
- Parc national de Linnansaari
- Parc national de Kolovesi
- Archipel du Pihlajavesi
- Gare de Savonlinna
- Canal de Raikuu
- Savonlinnasali
- Patinoire de Talvisalo
- Hôpital central
- Manoir de Tynkkylänjoki (fi)
- Olavinkatu
- Station de ski d'Aholahti (fi)
- Église de Punkaharju
- Hôtel Punkaharju
- Kruunupuisto
- Hôtel Spa Casino (fi)
- Hôtel Hospitz
- Kyrönsalmi
- Finlandia
- Sääminginsalo

| Carte de lieux et monuments de Savonlinna                                              |
| Carte interactive de lieux et monuments de Savonlinna (cliquer pour voir les détails). |

### Événements
La ville accueille chaque année en juillet depuis 1967 (après une première tentative de 1912 à 1916) le festival d'opéra de Savonlinna. Les opéras se produisent sur une scène installée dans la cour du château. Le festival attire en moyenne 60 000 spectateurs dont un quart d'étrangers.
Le célèbre Championnat du monde de lancer de téléphone portable se tient à Savonlinna chaque année.

### Jumelages
La ville de Savonlinna est jumelée avec:
| Ville | Ville                          | Pays | Pays      | Période                 |
| ----- | ------------------------------ | ---- | --------- | ----------------------- |
|       | 1er arrondissement de Budapest |      | Hongrie   |                         |
|       | Arendal                        |      | Norvège   |                         |
|       | Detmold                        |      | Allemagne |                         |
|       | Kalmar,                        |      | Suède     | depuis le 26 avril 1948 |
|       | Silkeborg                      |      | Danemark  |                         |
|       | Árborg                         |      | Islande   |                         |

## Personnalités
- Joel Lehtonen, (1881–1934), écrivain
- Arto Tiainen (1930–1998), skieur
- Hannu Aravirta (1953-), hockeyeur
- Jarmo Myllys (1965-), hockeyeur
- Petri Matikainen (1967-), hockeyeur
- Hanna Kosonen (née en 1976), députée, ministre
- Karoliina Kallio (1979-), chanteuse
- Ville Leino (1983-), hockeyeur
- Tuukka Rask (1987-), hockeyeur
- Lauri Asikainen (1989-), combiné nordique
- Joonas Rask (1990-), hockeyeur

## Galerie

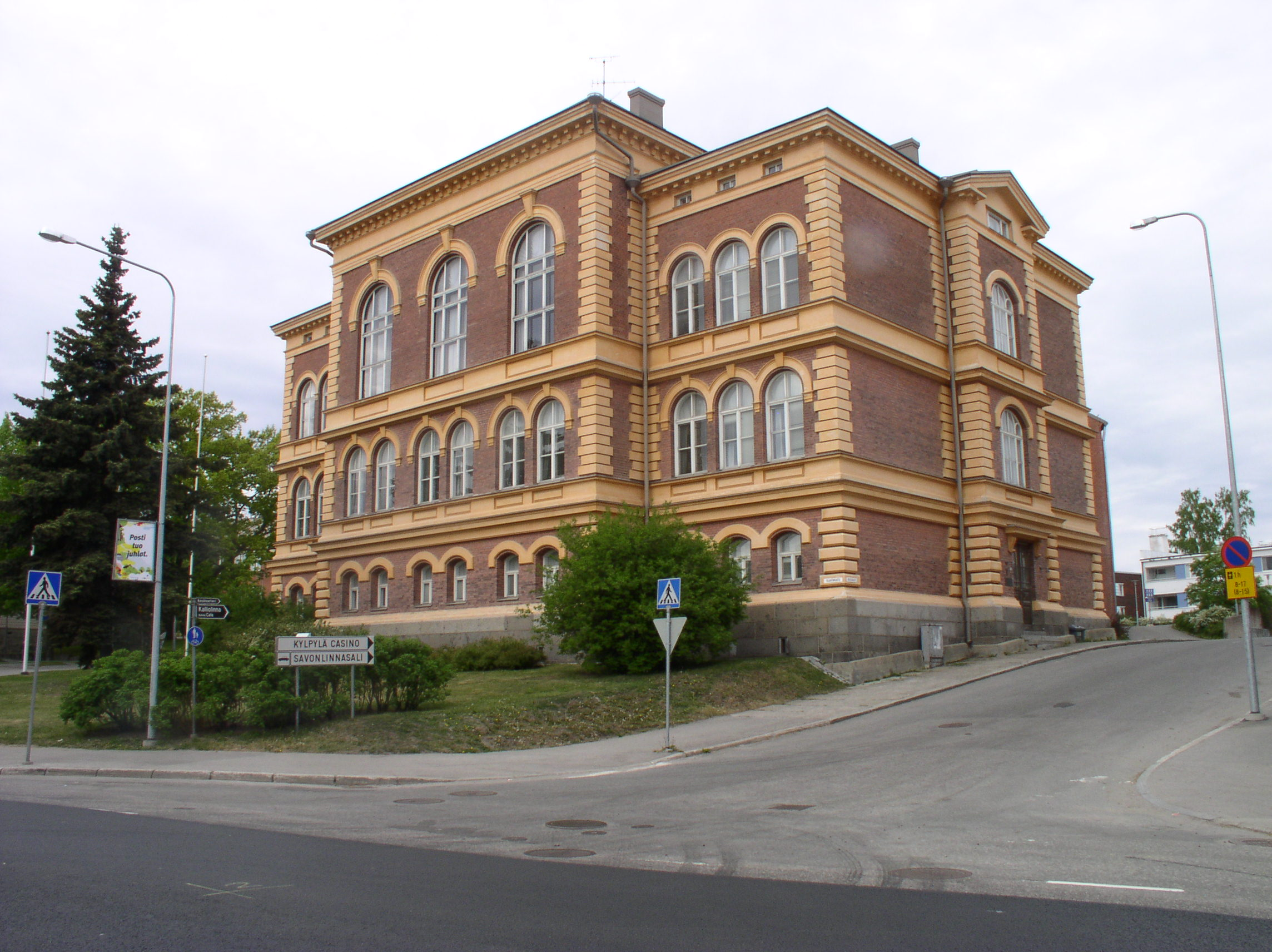
L'ancien lycée.
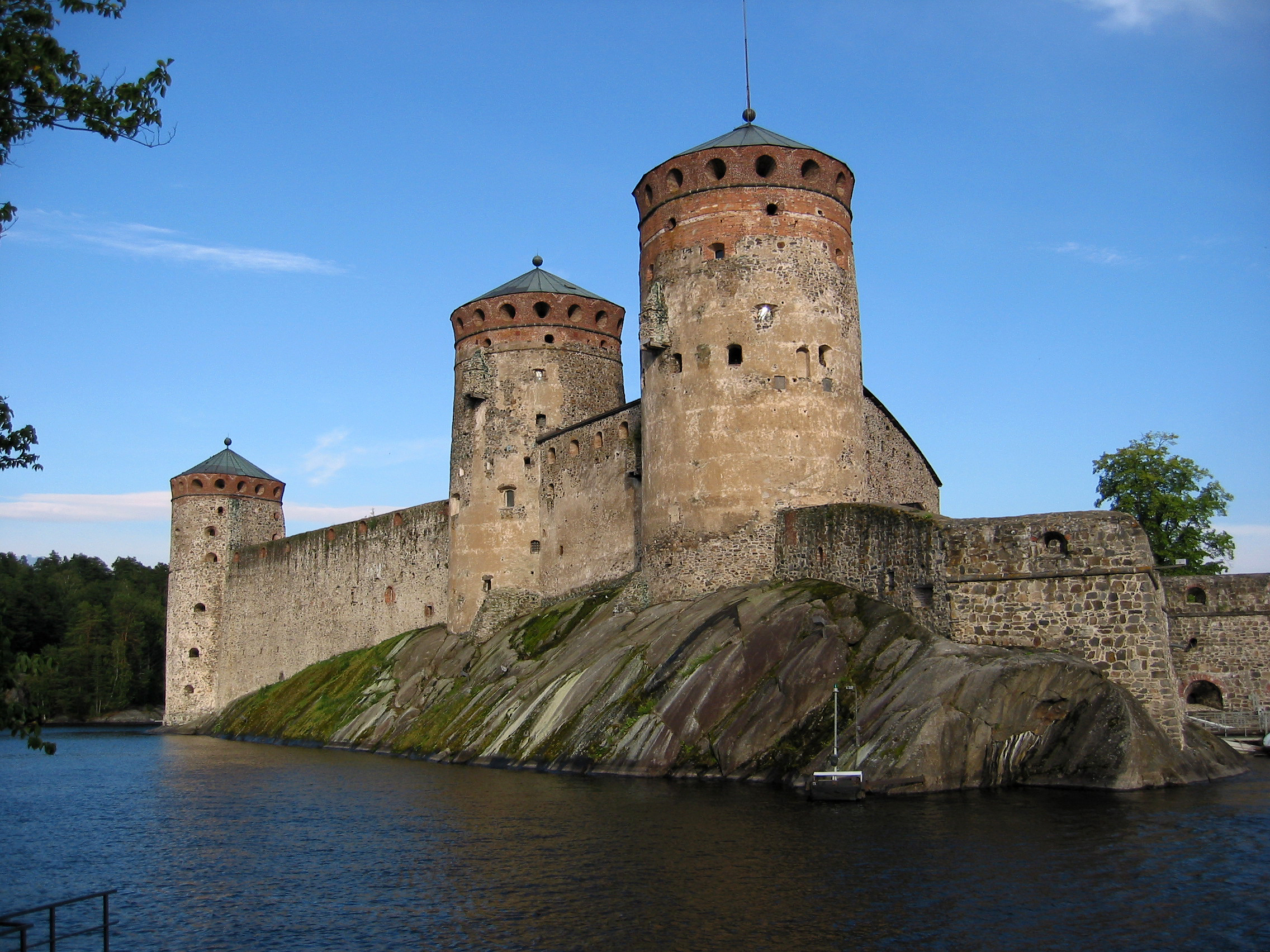
Olavinlinna
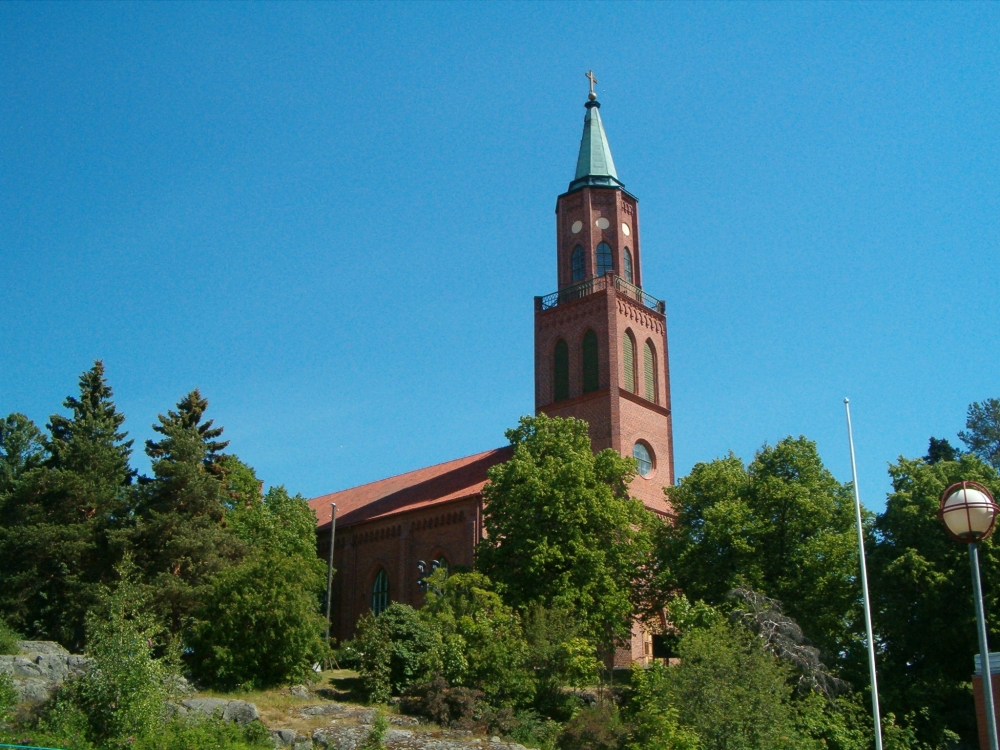
Cathédrale de Savonlinna
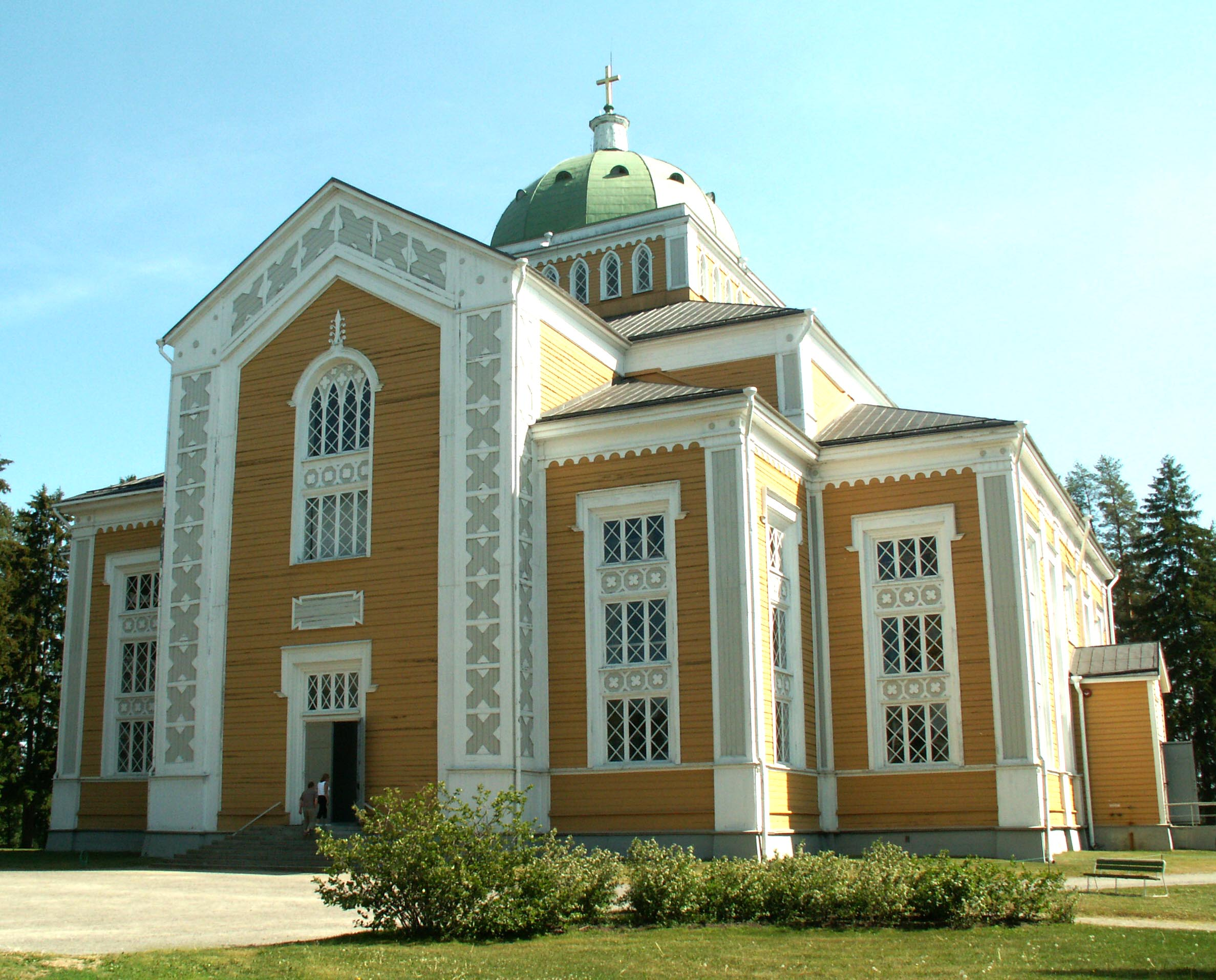
Église de Kerimäki
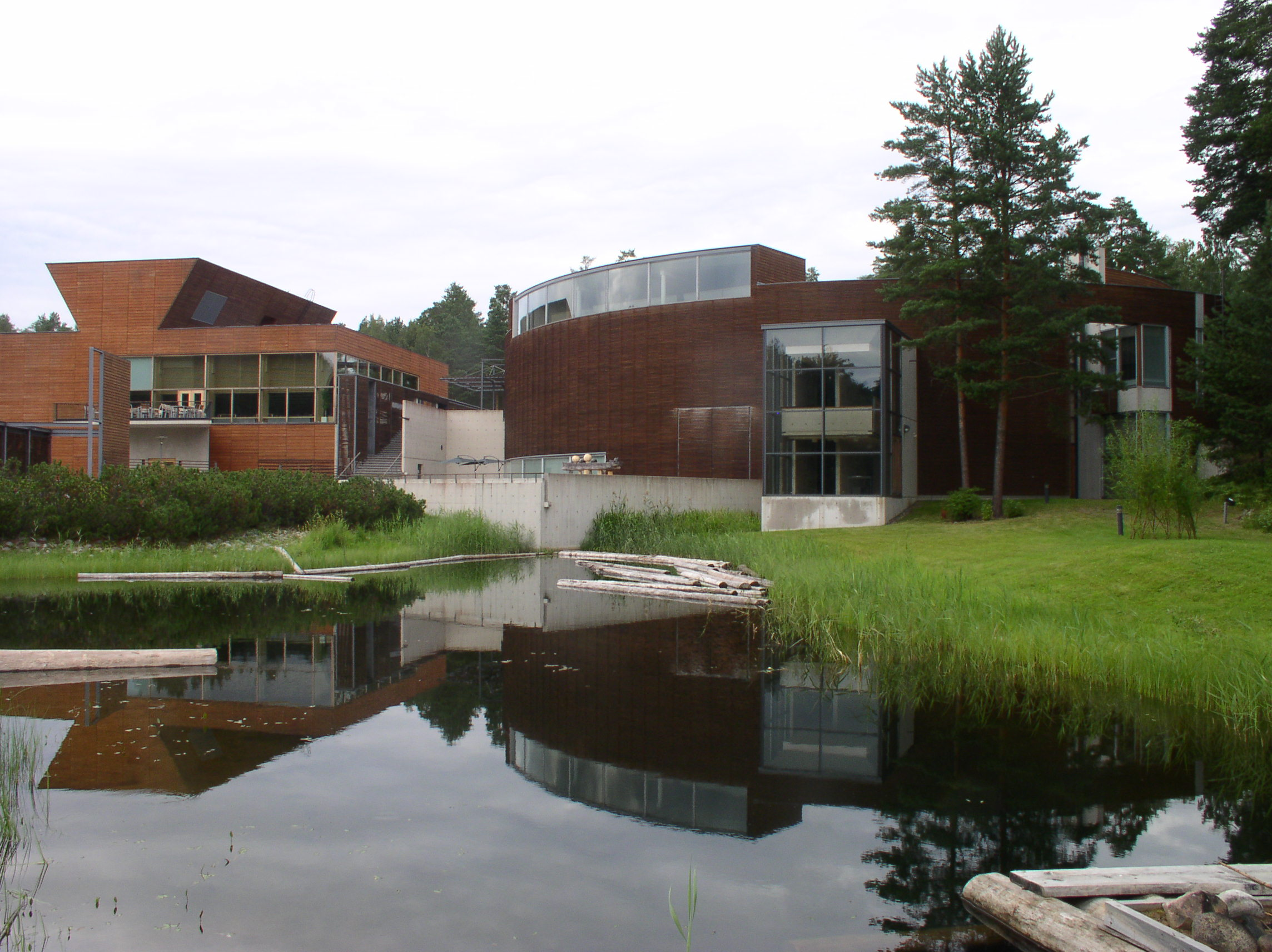
Musée Lusto
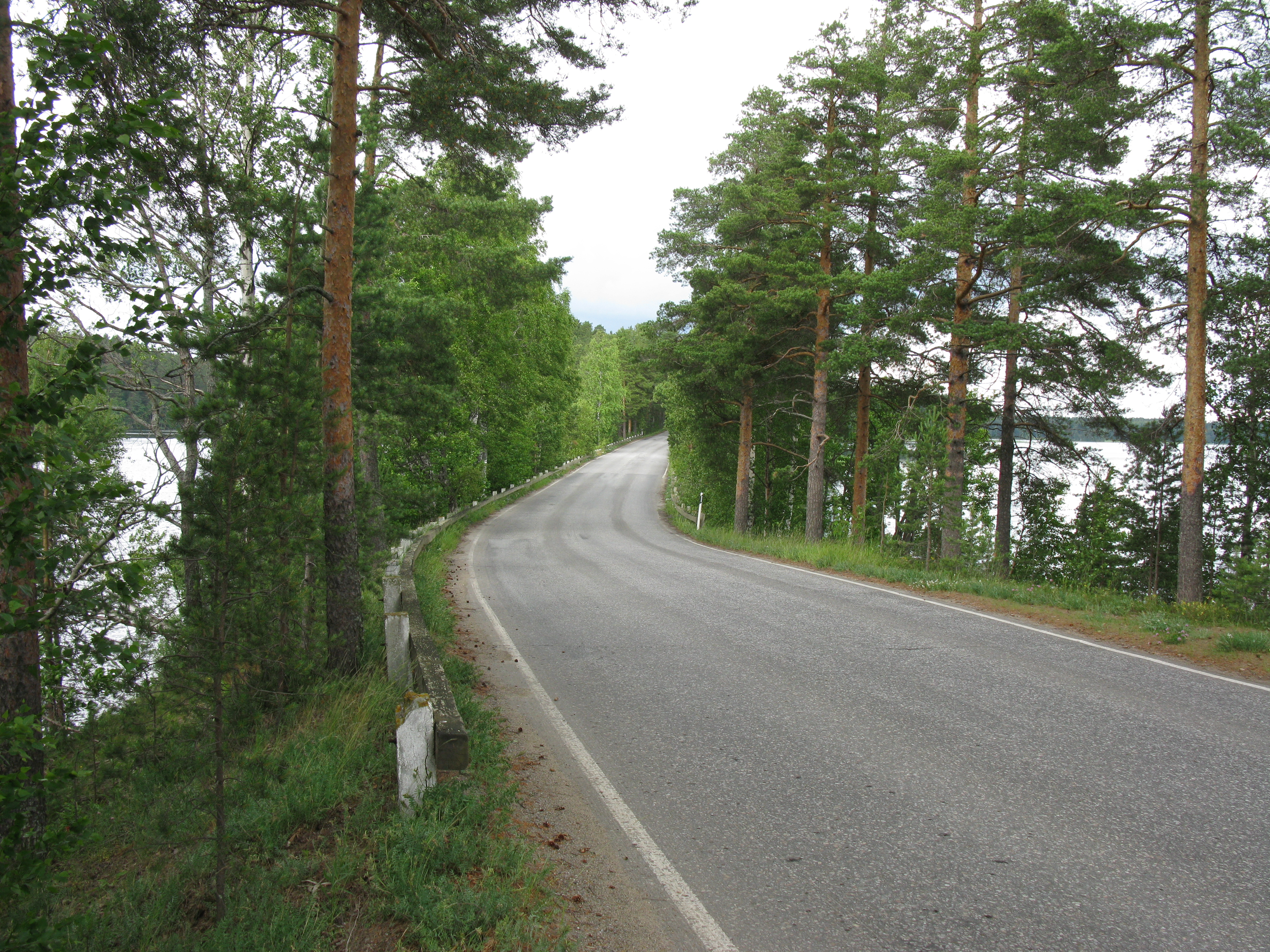
Punkaharju
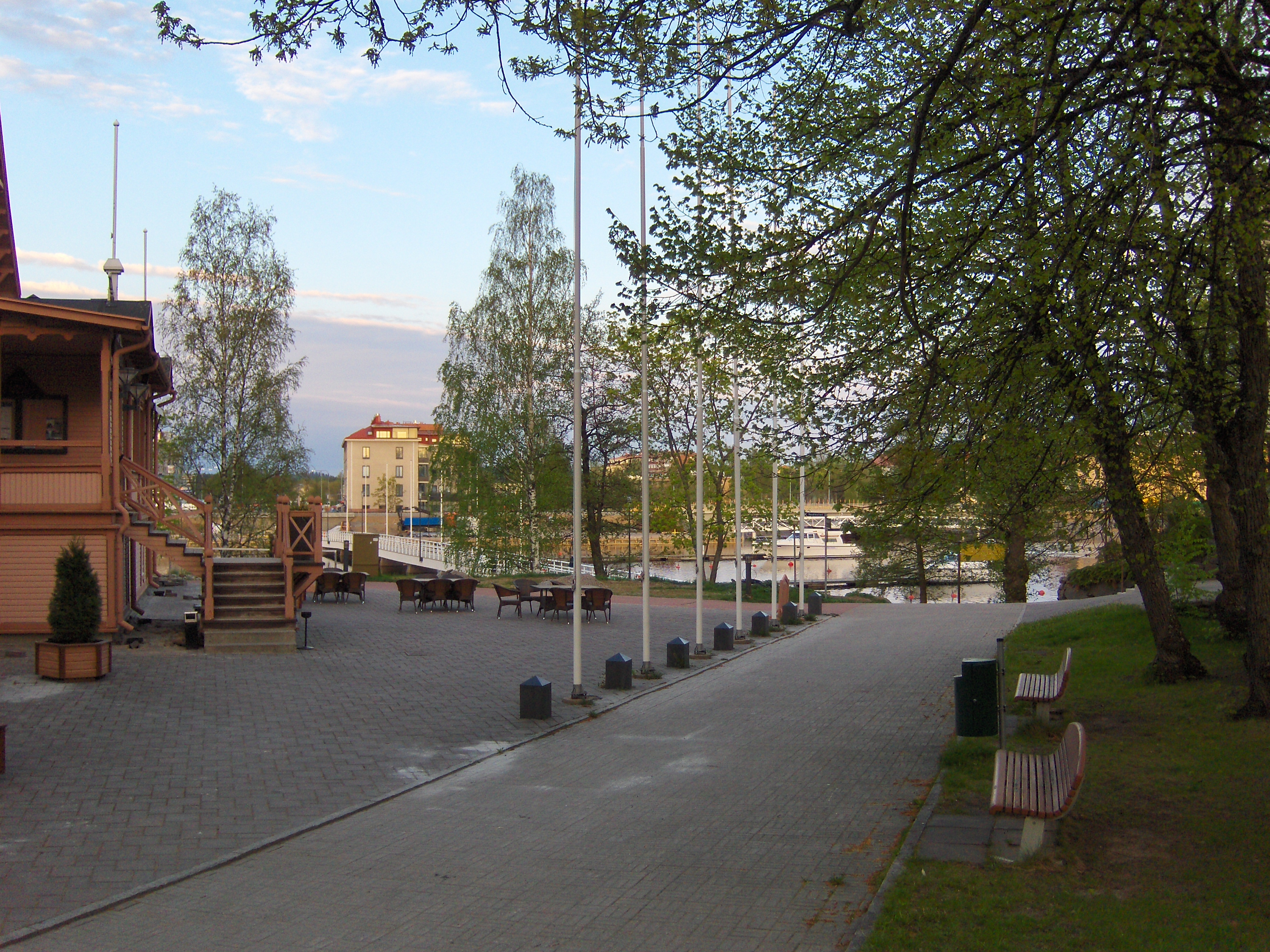
L'ancien casino.
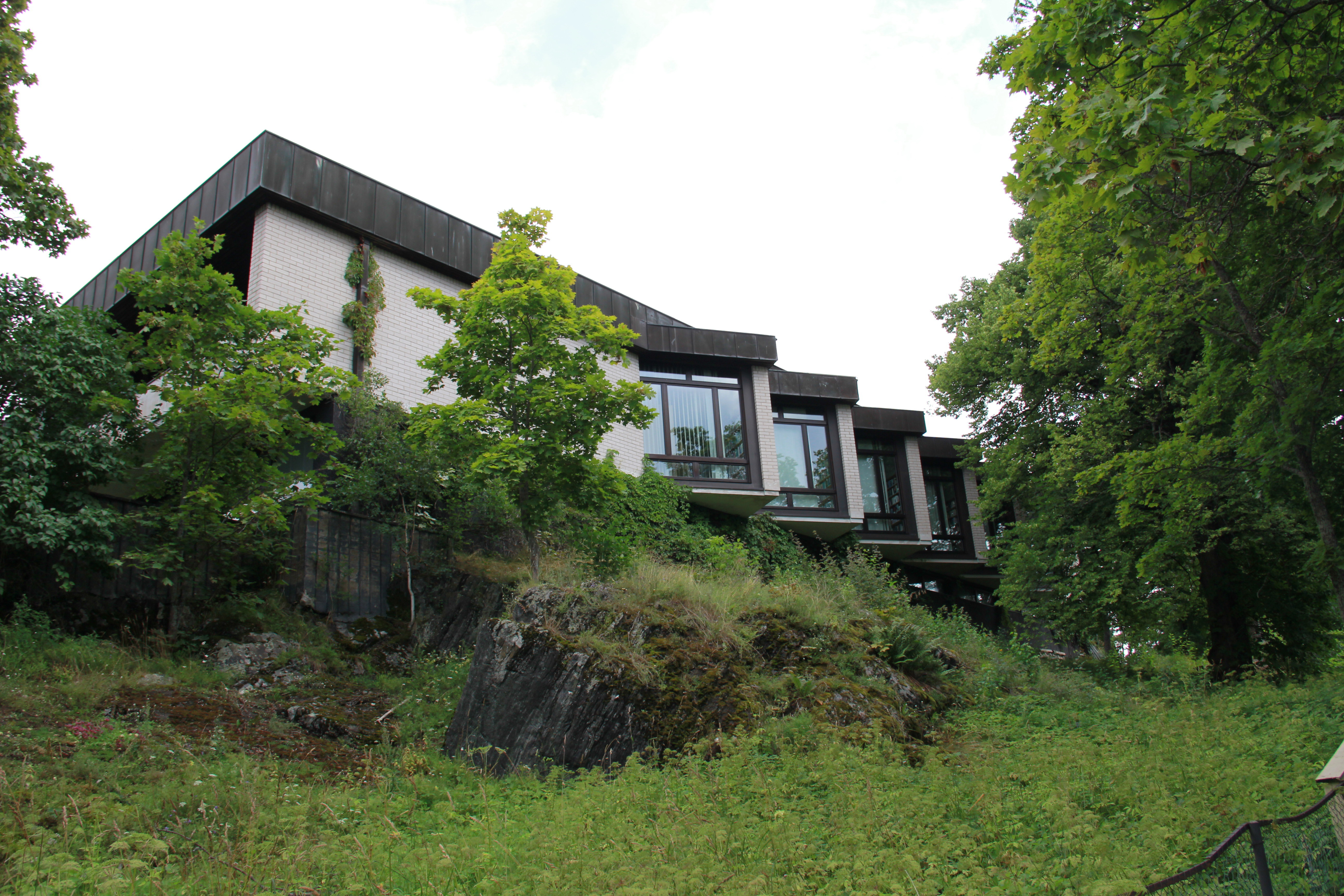
La bibliothèque principale.
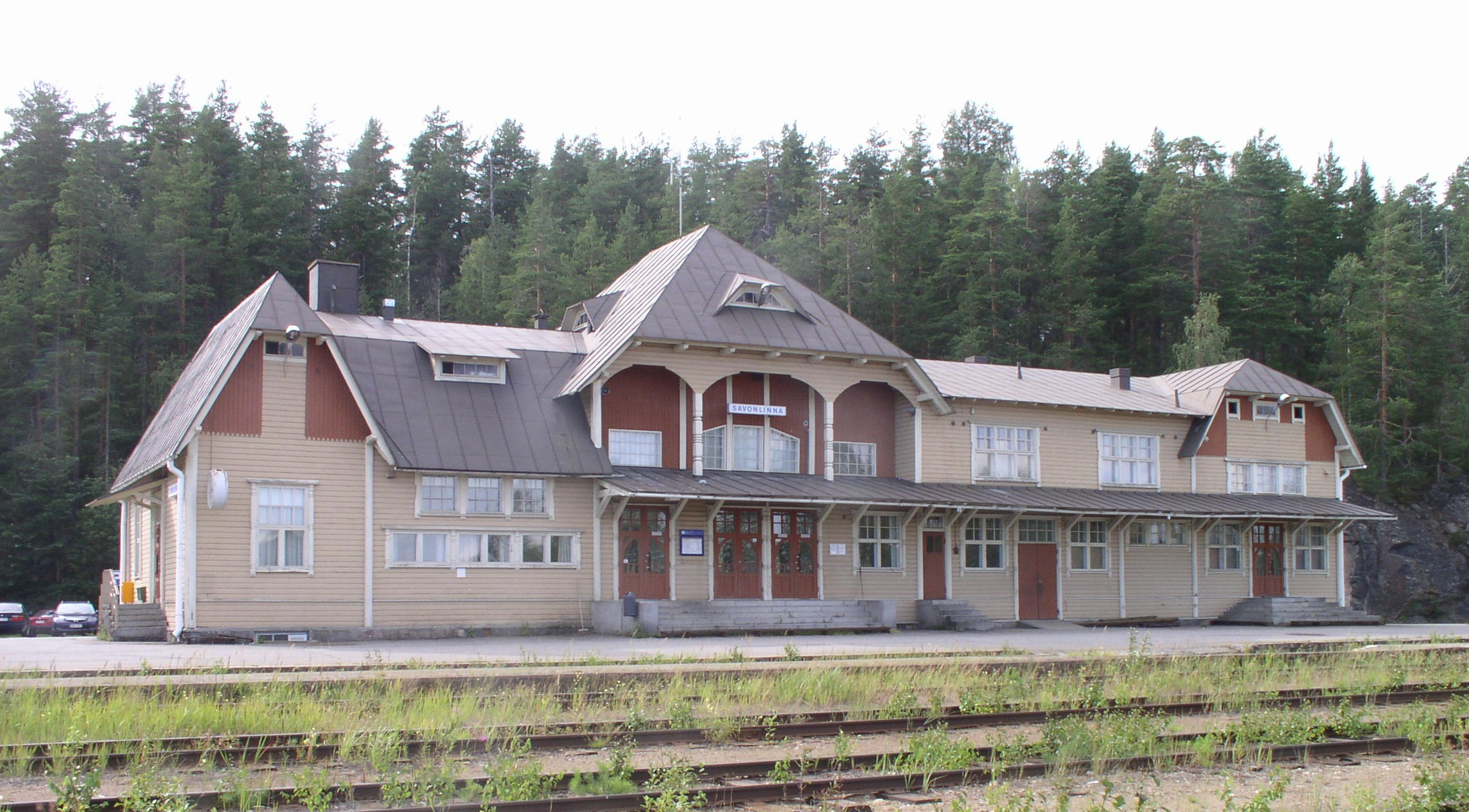
L'ancienne gare ferroviaire.
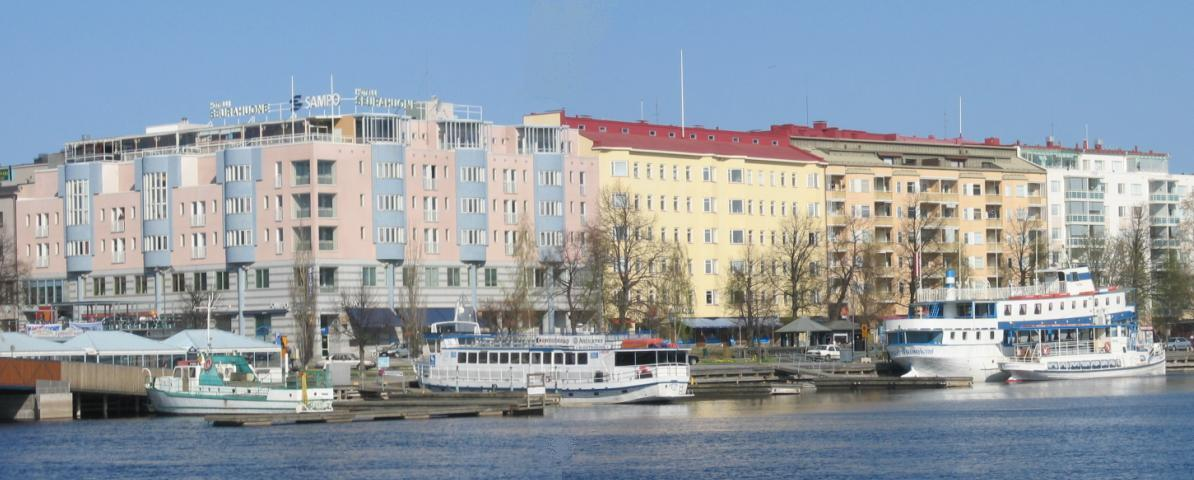
Le port vu de Savonniemi.